# يوجينيو بيانكي
يوجينيو بيانكي (بالإيطالية: Eugenio Bianchi)‏ هو فيزيائي نظري إيطالي، ولد في 16 فبراير 1979 في فايشيو في إيطاليا.